# Институт государства и права имени В. М. Корецкого НАН Украины

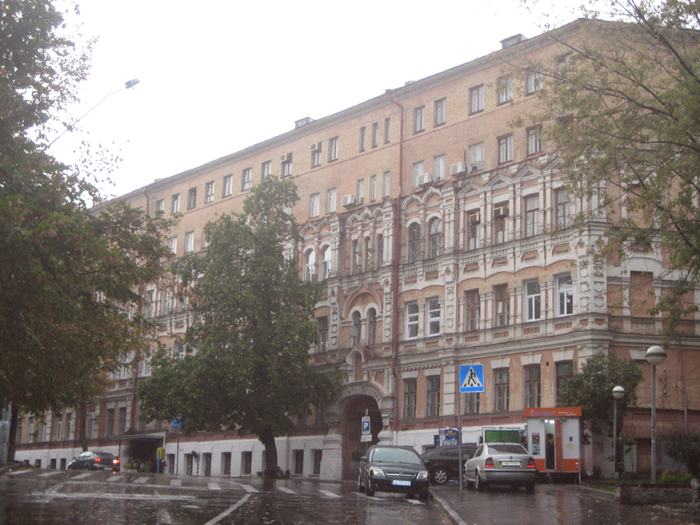
Институт государства и права им. В. М. Корецкого НАН Украины

Институт государства и права имени В. М. Корецкого Национальной академии наук Украины является одним из ведущих научно-исследовательских учреждений юридического направления на Украине.
В соответствии с Уставом Институт осуществляет:
- фундаментальные теоретико-методологические и прикладные исследования актуальных проблем государственно-правового строительства на Украине;
- координирует фундаментальные научные разработки соответствующих проблем;
- готовит кадры высшей квалификации — докторов и кандидатов юридических наук;
- проводит научные и научно-практические конференции;
- издает юридическую литературу;
- оказывает экспертную и научно-консультативную помощь Верховной Раде Украины, Секретариата Президента Украины, Кабинета Министров Украины, судебным органам, Генеральной прокуратуре Украины, другим органам государственной власти и органам местного самоуправления.

По состоянию на 1 января 2009 года в институте работает 19 докторов наук и 57 кандидатов наук. Среди ученых Института один академик и 4 члена-корреспондента Национальной академии наук Украины; 17 академиков и членов-корреспондентов Академии правовых наук Украины; 10 заслуженных деятелей науки и техники Украины, 7 Заслуженных юристов Украины, 9 Лауреатов государственной премии Украины.

## История
Был создан постановлением Совета Министров УССР 6 мая 1949 года № 1091, в соответствии с которым в составе АН УССР был образован 13 мая Сектор государства и права. Основными направлениями деятельности сектора были: история государства и права УССР; международное право, прежде всего проблемы, связанные с деятельностью УССР как страны-члена ООН и субъекта международного права; вопросы государственного права стран народной демократии. В концу 1949 года сформировался состав научного коллектива сектора из семи человек. Кроме директора В. М. Корецкого, в него вошли Б. Бабий (учёный секретарь) и младшие научные сотрудники Н. Диденко, М. Михайловский, Л. Потарикина, Е. Тихонова и Л. Боцян (Бычкова).
Спустя двадцать лет, 2 июня 1969 года Совет Министров УССР принял постановление № 360 «О создании Института государства и права Академии наук УССР» на базе Сектора. Согласно постановлению главными задачами института были определены: разработка методологических проблем правовой науки, проведение научных исследований в области государственно-правового строительства, внедрение результатов этих исследований в практику. 
15 февраля 1990 года Совет министров УССР своим Постановлением № 36 присвоил Институту государства и права АН Украины имя В. М. Корецкого.

## Директора Института

### Корецкий Владимир Михайлович с 1949 по 1974
Владимир Михайлович Корецкий родился (18 февраля 1890 года, Екатеринослав — 25 июля 1984 года, Киев) советский юрист-международник, специалист в области международного частного права и всеобщей истории государства и права, академик АН УССР (1948). Окончил юридический факультет Харьковского университета (1916). В 1949—1951 годах член Комиссии международного права. C 1949 года возглавлял образованный в Киеве Сектор государства и права АН УССР, а после преобразования в 1969 году Сектора в Институт государства и права АН УССР был директором Института до 1974 года. Входил в состав советских делегаций на сессиях Генеральной Ассамблеи ООН в 1946, 1947 и 1949 годах от УССР; участвовал в работе ряда международных конференций и комиссий ООН. Был членом Постоянной палаты третейского суда (с 1957 года), в 1961—1970 годах член (в 1967—1970 годах вице-президент) Международного суда ООН. Удостоен звания Героя Социалистического Труда (1980). Награждён орденом Ленина и орденом Трудового Красного Знамени.

### Бабий, Борис Мусиевичс 1974 по 1988
Бабий Борис Мусиевич, родился (25 июля 1914 года в селе Гуровцы, теперь Казатинского района Винницкой области — умер 19 сентября 1993 года, в Киеве) — украинский советский юрист, доктор юридических наук с 1964 года, профессор с 1966 года, академик НАН Украины с 1972 года, академик АПНУ с 1993 года, Заслуженный деятель науки и техники Украины с 1974 года.
В 1940 году окончил юридический факультет Киевского университета. С 1939 года работал в органах советской прокуратуры, сначала в уголовно-судебном отделе Прокуратуры УССР, а с 1940 года — на прокурорских должностях в Советской армии. С 1947 года преподавал на юридическом факультете Киевского университета. В 1949 года был приглашен В. М. Корецким в Сектор государства и права Академии наук УССР. В течение 1974 — 1988 годов занимал должность Директора Института государства и права Академии наук УССР. С 1968 года — член Президиума Академии наук УССР, академик-секретарь Отделения экономики, истории, философии и права. С 1988 года — советник Президиума Академии наук УССР. Был членом многих международных и отечественных организаций, в том числе Постоянной палаты Третейского суда в Гааге, комиссии Украины по делам ЮНЕСКО и др.

### Шемшученко Юрий Сергеевич с 1988 года
Шемшученко Юрий Сергеевич — родился 14 декабря 1935 года в г. Глухов Черниговской (ныне Сумской области) — украинский юрист, специалист в области конституционного, административного, экологического и аграрного права. Доктор юридических наук (1979 год), профессор (1985 год), академик НАН Украины (1992 год), Академии правовых наук Украины (1993 год) и Украинской академии политических наук (1995 год), иностранный член Российской Академии наук (1999 год). Окончил юридический факультет Киевского университета имени Тараса Шевченко (1962 г.). Затем работал в органах прокуратуры Сумской обл.
С 1969 года начал работу в Институте государства и права сначала младшим, а с 1972 года старшим научным сотрудником. В 1979 году возглавлял отдел проблем советского строительства, а с октября 1982 года — отдел правовых проблем сельского хозяйства и охраны окружающей среды (сейчас — отдел аграрного и экологического права). С 12 октября 1988 года и по нынешнее время — директор Института государства и права им. В. М. Корецкого НАН Украины.
Заслуженный деятель науки и техники Украины (1995 год), лауреат премии НАН Украины им. М. П. Василенка (1997 год), лауреат Государственной премии Украины в области науки и техники (2004 год).

## Научные издания
- Юридическая энциклопедия